# Франц Фердинанд
Франц Фердинанд или Фрања Фердинанд (Грац, 18. децембар 1863 — Сарајево, 28. јун 1914) је био најстарији син Карла Лудвига и Марије Анунцијате од Напуља-Сицилије. Његов стриц је био Франц Јозеф I.

## Биографија

### Порекло и породица
Мајка Марија Анунцијата је била ћерка Фердинанда II од Сицилије. Отац, надвојвода Карл Лудвиг је био тих и религиозан човек, под снажним утицајем својих језуитских исповедника.
Фердинанд је имао млађу браћу Ота и Карла Фридриха, а био је у сродству са многим европским династијама.
Мајка им је умрла од туберкулозе када је имао седам година. Након тога, отац се по други пут оженио Маријом-Терезом од Брагансе, која је са Лудвиговом децом из првог брака поступала с пажњом и разумевањем и Фердинанд јој је био веома привржен.

### Школовање
Пошто су могућности да наследи трон биле веома мале, његово школовање није замишљено да га припреми за ту дужност. Отац је настојао да своје синове школује по строгој хабзбуршкој традицији. Међу професорима се посебно истицао Оно Клоп, који му је од 1876. до 1885. предавао историју и основе политике. Како се у обичним књигама слава хабзбуршке династије није превише истицала, он је деци сам припремао лекције у рукопису. Пошто је отац инсистирао и на верском образовању, међу професорима је био и помоћни бискуп Годфриод Маршал. Од 1882. године часове уставног и државног права му је давао Макс Владимир Бек, у то време државни чиновник, а у периоду 1906—1908 премијер Аустроугарске. Са њим је Фердинанд одржавао контакт наредних више од 25 година.
Школовање му је било несистематско, површно и исцрпљујуће. Према сопственом казивању часове су имали од ујутро до увече, а између два часа деца су могла да изађу, држећи се за руке, у кратку шетњу са шефом двора. Посебно слаба тачка у његовом образовању су били језици. Током живота је знао само помало француски и научио неколико речи на мађарском.

### Јавни живот
Према традицији хабзбуршке куће, јавни живот њених припадника је започињао одласком у војску. Године 1878. године је отишао у војску у Горњу Аустрију. Као дечак, са 14 година је произведен у чин поручника, са 18 у натпоручника, са 21 у коњичког капетана, са 24 у мајора, са 25 у потпуковника, са 26 пуковника, а са 28 у генерала.
Године 1890, као пуковник је послат у хусарски пук у Оденбургу. Знајући да Мађаре не трпи, још пре одласка, цар га је упозорио да треба да се уздржава од јавног просуђивања ситуације и да их пажљиво проучава, али Фердинанд, упркос упозорењу, наишавши на много тога што му није одговарало, није успео да контролише своју зловољу и давао је одушка својим антимађарским осећањима. Мада је пук је био већином састављен од регрута из западне Угарске, која је касније припала Аустрији, готово сви његови официри су били мађаризовани. Хусари су међусобно разговарали на мађарском, чак и у његовом присуству и на мађарском му подносили рапорте. Ову праксу је Фердинанд енергично укинуо, на шта је мађарска штампа бурно реаговала.

### Лов и путовања
Његова највећа страст је био лов. Мада су стриц Фрања Јосиф и брат од стрица Рудолф такође били страсни ловци, његови успеси у лову се не могу поредити ни са једним другим Хабзбурговцем. Према слободним проценама његовог лекара Ајзенмергера, укупно је устрелио више од пола милиона примерака дивљачи. Од сталне пуцњаве му је страдала бубна опна.
Такође је волео да путује. У двадесетој години је први пут посетио Италију, где је од Франца V наследио имање. Године 1885. је путовао на Блиски исток. Тада је посетио Египат, Палестину, Сирију и Турску. Затим је 1889. путовао у Немачку. Године 1891. цар га је послао у прву дипломатску мисију у Русију. Том приликом је похвалио аутократски систем у Русији, а руска штампа га испратила са надом да ће аустроугарска са Фердинандом Аустроугарска повратити свој некадашњи историјски углед.
Годину дана 1892—1893 се налазио на путу око света. Циљ путовања, како је сам изјавио нису били само радозналост, ни ловачка страст, већ и да би преко личних контаката стекао слику о према другим државама, народима, културама и обичајима. Током путовања је увидео колико је битно да аустроугарска постане поморска сила. На путовање је крузером кренуо из Трста децембра 1892. У његовој претњи је било око 400 људи, укључујући бродског свештеника и краљевског ризничара. Свуда је био лепо дочекиван. Имао је прилике да се увери колико је Европа држала контролу над Азијом. У Калкути се му се није допао колонијални систем искоришћавања локалног становништва. Највише му се допала Индија. Тамо је испаљиван ватромет у његову част. На приласку Индији је покушавао сачмаром да лови раже у води. У близини Делхија, усред џунгле су разапели 87 шатора, од којих су неки имали купатила и златне таванице. Борио се против гуштера на Цејлону. На Хималајима је научио да јодлује. У Адену су му се допале уске уличице. У Јапану му је салутирала читава артиљеријска батерија. У априлу је посетио Џакарту, где је успео да убије крокодила. Био је готово сведок једне поморске битке, када су француски бродови блокирали обалу код Банкока и присилили сијамског краља да преда контролу над Лаосом. Због колонијалне политике морао је да промени курс путовања.

У Аустралији је био сведок убиства око тридесетак досељеника, који су извршили Абориџини, али је за тај акт имао пуно разумевање. На позив земљопоседника је ишао у лов на кенгуре у Аутбеку. У сиднејској луци је организовао забаву са око 500 гостију, на којој се плесао уз Штраусов валцер „На лепом плавом Дунаву”. У јуну је посетио острво Нова Каледонија, на којем је у то време у баракама живело око 8.000 робијаша, за које је сматрао да представљају отпад друштва.
У августу је посетио Јапан. Тамо није имао прилике да иде у лов, дозвољавали су му само да храни рибице. У то време су се дешавале радикалне промене у јапанском друштву и отворене су велике фабрике. У Токију се упознао са јапанским царем Муцухитом, који се возио у рикши. У Јапану је одлучио да истетовира великог змаја на руци.
Након Јапана се упутио у Северну Америку. Видео је уништене шуме, у Ванкуверу га је згражавала сеча око 500-600 година старог дрвећа, кедра и дуглазија. Видео је протеране Индијанце и био згранут начином на који је тај народ понижаван и унесрећен.
На кратко је посетио и Дивљи запад. Разочарао се што гризлији нису бежали од његове пуцњаве, што је свуда било забрањено пушење, док су људи били без манира, каубоји су пред њим дизали ноге на сто. Разочарала га је и лоша храна у ресторанима.
Посетио је и Њујорк, у то време град са 3 милиона становника. Шетао се Петом авенијом, био на Бродвеју, попео се на Пулишеров облакодер, у то време највишу зграду света, високу 94 m. У Менхетну је посматрао како се досељеници искрцавају из бродова, многи од њих пореклом из алпских области, што га је веома узнемирило.
Са путовања је донео више од 14.000 сувенира, који се сада налазе у Етнолошком музеју у Бечу. О авантурама са путовању око света је 1896. објавио књигу „Дневник о моме путовању око света” у два тома, на готово 2.000 страна. У дневнику се налази и критику демократских политичких система. У приређивању књиге му је помогао Макс Владимир Бек.

### Болест
Путовање је веома нашкодило његовом здрављу, тако да је 1895. оболео од туберкулозе. Исту болест су имала и два млађа брата. Исте године отишао је на Лошињ на лечење, заједно са својим лекаром.
Иако је породица његову болест држала у тајности, вест о томе се врло брзо раширила по целој Хабзбуршкој монархији. Кружиле су гласине о томе како је осуђен на смрт, да га у дворским круговима у Бечу већ сматрају покојником и да ће цар за наследника прогласити његовог млађег брата Ота. У томе је предњачио лист мађарске владе. Након тога му је лекар предложио одлазак на лечење у Египат.
Још по самом доласку у Каиро је, захваљујући својој тешкој нарави и ароганцији, изазвао аферу, за коју је дознао и сам цар. Наиме, избегао је да се поздрави са аустроугарским амбасадором Хајдлером, који се налазио у одбору за дочек, испред хотела у коме је требало да одседне. Због лоших искустава са аустроугарским амбасадорима по свету, за које је сматрао да су неспособни за свој посао и да се њихова амбициозност једино огледа у одласцима на разне пријеме и добијање одликовања, хтео је да избегне сваки сусрет и друштво амбасадора у Каиру, уз изговор да му је потребан мир. Након тога је обишао Велику сфингу у Гизи, Аписове гробнице у Сакари и путовао луксузним паробродом по Нилу, од Луксора до Асуана. Када се почетком 1896. вратио у Каиро, ипак је, по царевом наређењу морао да прими амбасадора, мада је пријем био хладан. Афера му је на дуже време покварила расположење. Тај, као и други инциденти су имале за последицу ширење гласина о нетактичном војводи, чија се необузданост граничи са лудилом, која се посебно истицала током одласка у лов, а неки су сумњали и да болује од парализе. Међутим, прави разлог нетактичног понашања је било његово одлично познавање политичких прилика, захваљујући блиским везама са кедивом у Египту, с обзиром да се школовало у кадетској школи у Бечу. Хајдлера је кривио да ради против интереса Монархије, истичући да долази до опадања проаустријских осећања на целом Оријенту, због неразумевања за несугласице којих је у то време било између Египта и Енглеске, а да од тога највећу корист може имати једино Енглеска, која се спремала за поновну окупацију Судана. Цару је препоручио да Хајдлера премести у неку другу земљу, где ће његово понашање имати мање тешке последице.
Након што се вратио у Беч, поново је имао неприлика. Због болести су га отписали као могућег престолонаследника, посебно је имао проблема с Одељењем контроле царског двора, које се према њему понашало с непоштовањем, због чега је стално морао да се жали цару.
У наредном периоду се опорављао у Алпима и на мору.

### Престолонаследник
Пошто је син Фрање Јосифа I, престолонаследник Рудолф, пронађен мртав 1889. године у ловачкој колиби у Мајерлингу, царица Елизабета убијена 10. септембра 1898, док се укрцавала на пароброд у Женеви, а Карл Лудвиг, Фердинандов отац умро од тифуса 1896, након ходочашћа у Јерусалим, чијој сахрани у Бечу, због болести није могао да присуствује, Фердинанд је као најстарији син Карла Лудвига постао наследник аустроугарског престола.
Када му се здравље 1898. знатно побољшало, као престолонаследник се званично представио на прослави 60-огодишњице владавине британске краљице Викторије у Лондону.

### Женидба
Оженио се из љубави са грофицом Софијом Хотек (Софија Хоенлое од 1909) из ниже аристократске породице. Њена породица је била чешког порекла, али германизована, па је Софијин матерњи језик био немачки. Упознали су се 1895. на једном балу у Прагу. Вероватно су одржавали везу док је он био болестан. Након опоравка су се чешће виђали на двору надвојводе Фридриха, његовог нећака у Братислави, где је Софија била дворска дама, Фридрихове жене Изабеле. Пошто је у породици било више ћерки, Изабела се надала да ће се Фердинанд оженити једном од њих. Међутим, 1898. је случајно открила везу између Фердинанда и њене дворске даме, због чега је дворска отпуштена одмах отпуштена, а врло брзо је о тој вези обавештен и цар. Цар је одмах одбацио Софију као могућу невесту. С обзиром да је према статуту Хабзубрговаца 1839. сваки члан породице за ступање у брак морао да добије дозволу од поглавара династије, ни у дворским круговима Софију такође нису сматрали његовом могућом законитом женом.
У више наврата цар је покушао да Фердинанда одговори од женидбе, а наговарао је и друге чланове породице да разговарају са њим, па и његовог бившег учитеља веронауке, Годфрида Маршала. Међутим, разговори нису уродили плодом, а Годфрида је интервенција коштала каријере. Мада је био кандидат за бечког надбискупа, никада није номинован за ту функцију.
Након мучних преговора и на наговор Фердинандове маћехе Марије Терезе, цар је 8. априла 1900. одобрио венчање, али под условом да брак буде морганатски. На дан 28. јуна 1900, у присуству цара, надвојвода, аустријског председника, аустријске и угарске владе, као и државних великодостојника, Фердинанд је положио заклетву о одрицању, изјавивши да ће ступити у морганатски брак са Софијом Хотек, чиме су она и њени будући потомци лишени свих права Хабзбурговаца, титуле и привилегија, укључујући и права да наследе престо.
Три дана касније је обављено венчање. Церомонији није присуствовао ниједан мушки члан из породице Хабзбурга, чак ни његова браћа. Цар је честитку послао телеграмом у коме је Софији доделио титулу кнегиње од Хоенберга, коју је неколико година касније преиначио у титулу војвоткиње.
Медени месец су провели у замку у Конопишту у Чешкој. Породица је са троје деце живела у дворцу Белведере.
Након повратка у Беч, Софија је много пута била јавно понижавана. Мада није имао ништа против да је виђа у уском породичном кругу, цар јој је забранио присуство у званичним приликама, с обзиром да то није било у складу с правилима церемонијала. Године 1909. додељена јој је титула височанства, али је и даље имала положај најниже надвојвоткиње на двору.
За разлику од више аристократије, ситна буржоазија је његову женидбу, сматрала храбрим гестом. Фердинанд је такође био веома поносан својим браком. Одушевио се када га је 1901. француски амбасадор обавестио о женидби српског краља Александра Обреновића, Драгом Машин, која такође није имала аристократско порекло, изјавивши како је то добар пример за будуће бракове.
Ипак, у својим ставовима није био доследан. Када се његов млађи брат Карл Фридрих оженио Бертом Цубер, ћерком једног професора на универзитету, стао је на страну противника свог брата. Сматрао је да, између титуле грофице коју је имала његова Софија и титуле баронице коју је имала братовљева изабраница, постојала велика разлика. Због ових несугласица међу браћом је дошло до жестоких сцена. Након Карлове женидбе, браћа се више никад нису срела. Карло је морао да се одрекне титуле надвојводе и привилегија хабзбуршке куће. Живео је у Минхену и није имао право да борави у Аустрији, осим у својој палати.

### Унутрашња политика
Непосредно после 1890, упркос царевом неодобравању, успоставио је контакт са Карлом Лугером, касније вођом Хришћанске социјалне партије и једним од оснивача модерне антисемитске политике крајем 19. века. Лугер је једно време обављао функцију градоначелника Беча, а Фердинанд је планирао и да га постави за премијера.
Када је покушавао да наоружа Аустроугарску, Фердинанд је долазио у сукоб с банкама, које су се налазиле под утицајем неких јеврејских финансијских кругова. Трудио се да фаворизује само оне банке са којима је лично био повезан. Антисемитизам је учврстио и његову антимађарску политику. Наиме, након што је угарски парламент 1894. прогласио грађански брак обавезним, и тиме омогућио бракове између хришћана и Јевреја, снажно је подстакао Лугерово непријатељство према јудеомађаронству.
Априла 1901, годину дана након венчања, догодило се и његово прво јавно представљање у политичком животу Аустроугарске. Приликом пријема представника једне од Лугерових омладинских организација, са преко 45.000 чланова, која се залагала против конвенционалног школског система, уведеног након укидања Конкордата из 1854. Фердинанд се прихватио улоге покровитеља те организације и том приликом је одржао говор. Социјалистичка штампа га је критиковала што је његова прва политичка реч била изјашњавање за католике и жеља да делује као клерикалац, а у Доњем дому бечког парламента социјалдемократе из опозиције су поднеле хитан захтев да се донесе амандман за кривични закон, којим се критика чланова царске куће више неће сматрати погрдним или увредљивим актом. Интервенција опозиције ипак није уродила плодом, али се негодовање у јавности није стишало. Мада се цар сложио са овом његовом акцијом, замерио му је због демонстративног јавног наступа, које је изазвало немире и узбуђења. Папа Лав XIII, међутим, пренео му је преко нунција у Бечу своје велико задовољство.
Изразити клерикализам, који је подржавала и његова жена, је остао главна карактеристика његове политике до краја живота. Наставио је са праксом нетрпељивости према протестантима и Јеврејима, која се одражавала и у војсци. Неки официри протестанти нису могли да дођу до извесних положаја у војсци, а Фердинанд је својим официрима забрањивао да се жене са Јеврејкама.
У првој деценији 20. века у Монархији су се под утицајем брзе индустријализације дешавале крупне друштвене промене. Посебно након Руске револуције 1905. године, капиталистички кругови у Аустрији су схватили да је неопходно спровести реформе, како земљу не би задесила иста судбина. Бивши Фердинандов учитељ, Макс Владимир Бек, у то време премијер, је предложио опште право гласа, с обзиром да су до тада Немци у Аустрији били веома фаворизовани. Најјачи противник овог предлога је био управо Фердинанд, на челу са крупном аристократијом. Предлог је на крају ипак прошао и Фердинанд је након тога свој највећи бес управио против свог бившег учитеља, доприносећи, колико му је било у моћи, његовом паду 1908.
У остваривању својих планова у унутрашњој политици, највише се ослањао на војску. Према његовим схватањима, опасност од револуције је била далеко већа, него рат са страним земљама, а војска је требало да буде поуздана, национално индиферентна и обавезана искључиво према цару, што је сматрао условом опстанка царевине и династије.
Највише енергије је посветио разрађивању планова за модернизацију војске и стварање моћне морнарице. Аустроугарска флота је крајем 19. века била веома слаба. Није се променила још од шездесетих година, када је дански адмирал Ханс Бирц извршио реформу ратне флоте и постао царев адмирал. Највећи брод није имао више од 5.000 тона. Цар, међутим, пошто је територија Африке већ била подељена, није сматрао да једна велика сила мора да има јаку поморску флоту. Фердинанд је осећајући потребу за експанзијом Аустроугарске, сматрао да је неопходно изградити јаку флоту. Он се сматра творцем хабзбуршке модерне флоте. Буџет за њену изградњу је остварио уз пуну подршку Ротшилдове банке, која је била власник рудника гвоздене руде код Витковица. Један од првих циљева у реформи је био успостављање надмоћности над Италијом на Јадранском мору. Такође је форсира Шкоду, у којој су се правили топови за ратне бродове, као и фортификацију јадранске обале.
Године 1913. је постао генерални инспектор оружаних снага.  Још 1898. је успостављена војна канцеларија, преко које је надвојвода требало да утиче на реорганизацију војске. Канцеларију је од 1905. водио мајор Александар Брош. Под његовим руководством, она је постала право обавештајно тело. Брош је успоставио контакт са свим министарствима, тражећи извештаје о њиховом раду и о главним политичким питањима. Успоставио је везу и с многим политичарима, који су му достављали поверљиве извештаје. Организовао је свакодневно припремање скраћених извештаја о писању тридесетак водећих листова у Монархији и иностранству. Надвојвода је пажљиво читао извештаје и на маргинама бележио своја запажања, док се мајор Брош трудио да пласира надвојводино мишљење, не само у аустријској, већ и у страној штампи.

### Реформа Монархије
Планирао је да промени Аустроугарску након преузимања власти. Хтео је да реконструише монархију по тадашњем националном распореду и тиме утврди средиште монархије.
Налазећи се током осамнаест година у позицији престолонаследника, имао је довољно времена да се припреми за преузимање власти. У његовој заоставштини је остала збирка докумената, која садржи проглас народу као новог сувереног, посебна наређења појединим војним и цивилним органима о начину спровођења прогласа, интерне инструкције о начину преузимања престола и друго. Документација је током времена више пута припремана, односно сваки пут када би стигла вест о обољевању старог цара. С обзиром да је надвојвода убијен пре ступања на престо, није имао прилике да покаже шта би заиста од свега што је припремио, у реалним околностима могао да примени. С обзиром да документацију није припремао сам, питање је и у којој мери је документација била одраз сопственог става, а колико се радио само о изразу мишљења његових саветника, који су му помагали у припреми.
Кључно питање око реформе је било око положаја Мађара у оквиру Монархије. Стари цар се строго држао Нагодбе из 1867. године, према којој су постојале две државе: Аустрија и Мађарска, обавезне да се међусобно помажу, са само једним заједничким владарем и одбијао је сваки покушај да се Нагодба измени.
Надвојвода се, међутим, упркос неслагању Мађара, залагао за стварање јединствене војске у рукама владара, ревизију дуалистичке концепције монархије, централистичку организацију, с много јачом позицијом сувереног, принцип економског јединства, укидање царинских привилегија Мађарима, смањење учешћа Мађарске у заједничком буџету, увођење немачког језика као државног језика у свим заједничким институцијама. Намера му је била да против Мађарске употреби и војну силу у случају да његови планови о реформи не буду прихваћени. У складу с тим, очекујући да мађарска влада неће прихватити његове захтеве о реформи, од 1913. године је почео да повлачи војне јединице из Мађарске и да их замењује јединицама из Тирола и Хрватске.
Разлике у ставовима са царем су постојале и око територије Босне и Херцеговине. Након Берлинског конгреса 1878. године, за ту територију је формирано Заједничко министарство финансија, где је Беч имао предност, с обзиром да је његова војска извршила окупацију. Цар је 1903. за заједничког министра финансија поставио племића мађарског порекла, кога је Фердинанд оптуживао да води исувише промађарску политику. Временом, с индустријализацијом, између Мађарске и Аустрије је дошло до банкарске и концеларне конкуренције у експлоатацији минералног богатства, шума, изградње железница. Фердинанд се трудио да спречи улазак мађарског капитала на одлучујуће позиције.
Односи са Мађарима су се нарочито заоштрили након Анексије Босне и Херцеговине 1908. године, пошто је мађарска аристократија, на основу круновине Светог Стефана, захтевала да се те провинције укључе у Мађарску. Како би се решио овај проблем, одлучио је да Босна и Херцеговина буде под директном влашћу цара.
У својој политици према Мађарској, рачунао је на помоћ немађарских народа, Румуна, Словака и Јужних Словена, а од њих највише на Хрвате, које је сматрао лојалним цару. Чак је допустио ширење вести о његовом одобравању идеје о Тријализму, према којој би Јужни Словени формирали трећу јединицу у Хабзбуршкој монархији. Ова идеја није била нова и постала је популарна нарочито након Анексије. Њу је пре свега заступала Хрватска странка права, уз подршку католичке цркве. Рачунали су да би временом граница могла да се прошири и на територију Војводине, сматрајући Србе у Хрватској као дошљаке у чисто хрватским областима. Бечу су ови захтеви првенствено служили ради изазивања и продубљивања сукоба између Срба и Хрвата, те утеривања страха Мађарима. Фердинанд је једно време био загрејан за идеју о Тријализму Јужних Словена у Монархији, али је од ње одустао, ако је та идеја икада имала неки дефинитиван облик, највероватније након Ријечке резолуције 1905. уперене против хабзбуршког апсолутизма, а чије су главне тачке прихватили представници Срба, исте године у Задру, формирања Хрватско-српске коалиције, те њене победе на изборима у Хрватској, као и непријатељских демонстрација приликом његових посета Дубровнику, Далмацији и Херцеговини.

### Спољна политика
Фердинанд је био за јаку сарадњу са Немачком и Русијом и мирну политику према Балкану.
Историчари се не слажу по питању мере у којој је цар дозвољавао надвојводи да узме учешће у спољној политици Аустроугарске. Највероватније је да је његов утицај временом растао. Међународни односи између великих сила такође су могли утицати на положај Беча, с обзиром да се Аустроугарска све више ослањала на Немачку.
Немачка је у то време водила борбу с Енглеском, око превласти у светској трговини и колонијалној експанзији у Африци, трудила се да своју флоту на отвореним морима изједначи са енглеском, док се Аустроугарска највише бринула о својој јужној граници на Балкану и Јадранском мору. Мада су се Аустроугарска и Немачка у првој деценији 20. века приближиле и трудиле да створе заједнички фронт против других великих сила, приликом међународних криза су имале различите ставове. Тако Аустроугарска није енергично реаговала током Прве (1905) и Друге мароканске криза (1911), а Немачка се ставила на страну Италије, приликом заоштравања односа са Италијом 1911, када је Италија објавила рат Отоманском царству. Постојале су и разлике у ставовима око Балкана, с обзиром на њихову међусобну економску конкуренцију, па се тако на пример Немачка није придржавала санкција током Царинског рата са Србијом (1905—1911), чак је тај период искористила да Србији постане њен највећи спољнотрговински партнер. Осим тога, половина извоза Аустроугарске је одлазила у Немачку, а немачки капитал је све више одлазио у Беч. Немачка је била изненађена Анексијом Босне и Херцеговине 1908. и све до краја 1913. није одобравала почетак агресије на Србију, у вези њеног отпора против Анексије.
На Француску је гледао као на колевку револуционаризма, и са зебњом је пратио савез Француске и Русије. За Италију је сматрао да је највећи непријатељ Аустроугарске, те да ће против те земље морати једног дана да ратује, како би повратили Ломбардију и Венецију, а у случају победе планирао је и поновно успостављање папске државе.
На Русију је гледао као на савезника од којег би могао имати више користи, него од Немачке, с обзиром да је у Немачкој владала пруска династија. Још од посете Русији 1891. одржавао је личне везе с Русијом и постао врло близак с царем Николајем II, од његовог ступања на престо. Мада га руски цар није подржао у његовом лошем изражавању према мађарским поданицима и остао је хладан на његове сугестије о бољим односима са Русијом након успостављања Тријализма, није изгубио наду да ће руског цара придобити за своје идеје, а распитивао се и за поновно успостављање Лиге три цара. Осим тога, веровао је да би сваки покушај да нешто учини са Србијом, увело и Русију у рат, а бојао се да би рат са Русијом означавао крај хабзбуршке династије.
Мада је одустао од Тријализма, постоје индиције да је Фердинанд ипак имао намеру да у оквире Хабзбуршке монархије укључи и мале независне балканске државе, те да му је крајњи циљ био Солун.
Одлука о томе како поступити са Србијом, прикључити је Монархији или напасти, вероватно је последица јачања положаја Србије на Балкану након Балканских ратова, те гушење побуне Шиптара на Косову и Метохији октобра 1913, за чије је избијање Србија оптуживала Беч. Након што су српске трупе угушиле побуну и ушле на територију Албаније, Аустроугарска је поставила Србији ултиматум да одмах повуче своје трупе. Управо у то време је и Немачка променила свој став и саветовала Аустроугарској да нападне Србију. Нису познати тачни разлози ове промене у ставу Немачке, али се може претпоставити да је на то могао да утиче ниво спремности Немачке за рат у датом тренутку, одлука да ступи у рат са Француском и Русијом, вера да би Аустроугарска у случају сукоба могла брзо поразити Србију, као и нада да друге војне силе неће стати на страну Србије.

### Атентат
Фердинанд је имао војне, политичке и личне разлоге да посети Босну и Херцеговину. Као врховни војни инспектор оружаних снага Аустроугарске требало је да узме учешће у великим војним маневрима планираним за лето 1914. На већим војним маневрима је обично присуствовао сам цар, али је он због старости још од јесени 1913. поверио ту дужност Фердинанду, као свом заступнику.
У спољнополитичком погледу маневар у Босни и Херцеговини је имао за циљ да изрази протест против Србије и јачања њеног угледа на Балкану. Што се тиче унутрашњих питања, након победа Србије, и Срби у Босни и Херцеговини су такође дигли главу. Ванредне мере које је генерал Поћорек предузео против њих нису давале резултате, а ситуација се погоршавала и у Хрватској. Из личних разлога, Фердинанд није могао да заборави увреде и повређену сујету током ранијих посета Балкану, па је веровао да ће се новом посетом то променити и да ће бити лепо поздрављен. Осим тога, ова посета је била и одлична прилика да се надвојвода на церемонијалу појави са својом супругом Софијом, мада постоји и веровање да је Софија пошла са њим из страха за његову сигурност.
Упозорења да надвојвода не треба да иде у Сарајево пристизала су са свих страна, из Беча, Будимпеште, Берлина, САД и Београда. Међутим, надвојвода је сматрао да је, као генерални инспектор аустроугарских оружаних снага, обавезан да дође у Сарајево и да би његово неприсуствовање војницима било необјашњиво. И поред оправданости опомена и мада потпуно свестан да је његов живот био стално у опасности, одбијао је да „читав живот проведе испод стакла”. Осим тога, поглавар Поћорек је инсистирао на његовом доласку, сматрајући ту посету веома важном и лично му обећавао безбедност, објашњавајући да одлуку о посети треба донети што пре, како би се на време организовале потребне мере безбедности.
Половином марта 1914. вест о посети Фрање Фердинанда је објављена у новинама. За Младобосанце је његова посета Сарајеву представљала тренутак за одлучну акцију. Неки су у надвојводиној посети видели и увод за агресију на Србију.
На пут у Сарајево надвојвода је са супругом кренуо са свог имања у Хлумену, где су оставили децу. Било је предвиђено да путују својим колима, али како осовина кола није била у реду, узели су купе прве класе у возу за Беч. У Бечу су се задржали кратко. Одатле су путовали одвојено. Софија је отишла до дворца Белведере, одакле је преко Будимпеште и Брода требало да стигне у Сарајево. Фердинанд је 23. јуна из Беча возом кренуо за Трст. У Трсту се укрцао на војни брод „Viribus Unitis”, којим је стигао до Опузена, одакле се укрцао на јахту „Далмат”, и наставио пловидбу Неретвом до Метковића. Путовање је трајало 24 сата. У Метковићу су му добродошлицу приредили намесник гроф Атемс, председник Земаљског одбора Вицко Ивчевић и поглавар Земаљске владе, генерал Оскар Поћорек.
Затим је са Поћореком специјалним возом путовао до Мостара, где је стигао 25. јуна у 8:30 ујутро и где су га поздравили председник општине и други великодостојници. Поподне истог дана је стигао на Илиџу, где га је дочекала Софија, која је допутовала пре њега. Већ поподне истог дана одлучио је на пречац да увече посети Сарајево. Њих двоје су колима те вечери прошли Башчаршијом. Ушли су у малу радњу са ћилимима. Случајно се десило да је баш у исто време и Гаврило Принцип стајао испред радње, али се није усудио да пуца у тако малој радњи, јер се бојао да ће погодити надвојводину супругу. Идућег јутра 26. јуна чекали су га 15. и 16. армијски пук спремни за маневре. Током 26. и 27. јуна присуствовао је војним маневрима. За посету граду Сарајеву је одређен Видовдан 15/28. јун 1914. године, чиме је обесправљено српско становништво Аустрије још више пониженом. Надвојвода се тог дана спустио са Илиџе и упутио у Сарајево. Младобосанци су му за тај дан организовали атентат.
За надвојводину посету је формиран посебан Војни одбор за дочек, састављен од официра из Војне канцеларије у Бечу, као и од чланова Генералног инспектората у Сарајеву, који је био задужен за организацију посете. Војни одбор је на располагању имао 120 полицајаца, међу њима и шест детектива. Међутим, у читавом систему безбедности било је доста пропуста укључујући и чињеницу да завера није откривена и поред тога што су завереници боравили у Сарајеву готово месец дана пре атентата.
 Дана 23. јуна председник градске општине је издао проглас народу позивајући га да изађе на улице и ода почаст надвојводи. Том приликом је објављен списак улица којима је царска породица требало да прође. Војни одбор је одбио захтев да на дан посете војска изађе на улице, али је полиција на своју иницијативу издала наређење да 120 полицајаца буде распоређено по улицама Сарајева и да приликом посете буду окренути лицем публици. Поред њих, на улицама је постављено по два детектива из Трста и Будимпеште, који нису знали језик.
Иако је поворка прошла кроз праву заседу, једини је Чабриновић имао храбрости да баци бомбу. Како би први бацио бомбу, он се удаљио од места које му је претходно било одређене и приближио се првој заседи, у којој су се налазили најстарији Мехмедбашић и најмлађи завереник Чубриловић. Како је аутомобил у коме се налазио надвојвода прошао јако брзо, након активирања бомбе, није сачекао 13 секунди, онако како му је било показано, већ је бомбу бацио одмах. Она је пала на спуштени кров аутомобила, одмах поред надвојводине главе. Пошто је била прерано бачена, она није одмах експлодирала, одбила се о аутомобил или ју је надвојвода одгурнуо руком, тако да је пала на плочник и тек тада експлодирала испред следећег аутомобила, ранивши десетак људи. Аутомобил у коме се налазио надвојвода се за тренутак зауставио, а затим је одјурио према Беледији.
Одлучено је да надвојвода настави да се држи унапред предвиђеног плана посете, при чему поглавар Поћорек није издао накнадне мере безбедности. Једина измена се састојала у томе што су у Беледији Поћорек и надвојвода одлучили да измене план посете граду, пошто је надвојвода желео да посети рањене официре у Војној болници, која се налазила у продужетку кеја. Међутим, возаче нико није обавестио о промени плана, тако да су они у повратку из Беледије кренули раније утврђеним путем. Када је Поћорек схватио грешку, наредио је возачу у коме се налазио да стане и да окрене кола. Возач је стао и почео да вози уназад, према месту на коме се налазио Гаврило Принцип и зауставио аутомобил на око пет корака од њега, што је овај искористио да пуца. У тренутку док је потезао пиштољ, један од детектива који се налазио у близини је покушао да га заустави, али је детектива у томе спречио Михајло Пушара, младобосанац који се у том тренутку такође налазио у близини.
Док је Гаврило Принцип био на испитивању код истражног судије, још увек нико није знао да су се Фрања Фердинанд и његова супруга налазили у самртном ропцу. Судија је тек наредног дана увече обавестио Гаврила Принципа да је против њега покренута судска истрага због убиства надвојводе и његове супруге.
Обдукцију над телима Франца Феринанда и Софије Хотек извршили су у просторијама Конака, 28. јуна увече, виши штабни лекар Карл Волфганг и Рихард Полак, уз асистенцију Конрада Бајера, Хуга Арнстејна, Аурела Полако и лекара из надвојводине пратње, Фердинанда Фишера. Према њиховим налазима прво зрно је усмртило Софију, пробило каросерију аутомобила испод сложеног платненог крова и кожно седиште испуњено коњском длаком, прошло кроз корсет и десну слабину 4 cm изнад илијачне кости, те разорило трбушну аорту. Констатовано је да је смрт наступила услед обилног унутрашњег крварења. Током обдукције је пронађено зрно било без икаквих оштећења.
Други метак је погодио надвојводу у врат, 4 cm од браде, 2 cm од гркљана и центиметар изнад кључне кости, пробио оковратник униформе, пресекао кариотиду и зауставио се у хрптењачи, у отвору на попречном наставку једног од вратних пршљенова, тако да није могао бити извађен.
Упркос великом броју завереника, њиховој високо развијеној свести, хладнокрвности и сналажљивости Гаврила Принципа, атентат је са техничке стране изведен до краја аматерски, а смрт Фрање Фердинанда и његове супруге су били плод пуког случаја. И поред тога, Сарајевски атентат на Франца Фердинанда је био повод за војну интервенцију која се узима за почетак Првог светског рата.

### Сахрана
Последње миропомазање, брачном пару је дао исусовски провинцијал Босне, албанолог, писац и песник, фра Ловро Михачевић (1856–1920), док је молитву за умируће прочитао капелан Милан Чрнек.
Наредног дана 29. јуна мртва тела надвојводе и његове супруге су постављена на одар у Конаку на Бистрици. Њихови мртвачки ковчези нису били једнаки, надвојводин је био доста већи. Разлика у висинама је изједначена посебним постољем на одру.
Посмртни остаци надвојводе и његове супруге су 30. јуна из Сарајева возом упућени за Метковић, где су им се поклонили далматински намесник Атемс, општинске власти и други. Из Метковића су превезени јахтом „Далмат”. Тела су на ушћу Неретве пребачена на војни брод „Viribus Unitis”, који их је тамо чекао усидрен. Одатле су транспортовани за Трст. Почаст им је одавана свуда где су прошли, Опузен, Макарска, Омиш, Сплит, Задар и на острвима. У Трст су стигли 4. јула, а одатле су пребачени преко Беча до дворца у Артштетену, који је касније претворен у музеј. Сахрањени су 9. јула у породичној крипти испод цркве, која се налази поред дворца.
Гробница у Арштетену је већ постојала. Направљена је 1909. за 12 места. У њој је сахрањен њихов тек рођени син, чија је смрт констатована 8. новембра 1908. Замишљена је да буде врло једноставна, без икаквих украса. Ипак, због заинтересованих посетилаца, старатељ Фердинандове и Софијине деце је наложио преуређивање, тако да је гробница, током рата (1917) преуређена и направљени су саркофази од мермера, са украсима. На Фердинандовом саркофагу је исписан текст на латинском:
Овде лежи сахрањен Франц Фердинанд надвојвода од Аустрије, рођен 18. децембра 1863. године, ожењен 1. јула 1900. године, умро 28. јуна 1914.
На Софијином саркофагу исписан је текст на латинском:
Овде је сахрањена Софија надвојвоткиња од Хоенберга, рођена дана 1. марта 1868, удата за надвојводу Франца Фердинанда 1. јула 1900, умрла 28. јуна 1914.
У угловима се налазе монограми Христа. Испод латинских натписа су грбови и грчка слова алфа и омега, као симболи почетка и краја, док на заједничком постољу пише:
Повезани брачном везом, уједињени истом судбином (лат. IVNCTI CONIVGIO FATIS IVNGVNTVR EISDEM).
Крипта је у више наврата преуређивана и проширивана, а данашњи изглед је добила педесетих година прошлог века.

### Изложба
Након завршеног процеса, у холу зграде Земаљске владе (Мусале) у Сарајеву су изложени аутомобил грофа Хараха, заповедника аустријског добровољачког аутомобилског корпуса, у коме су убијени Франц Фердинанд и Софија Хотек, 4 пиштоља, 5 ручних бомби (две у пресеку), 5 неиспаљених метака из Принциповог Браунинга, две чауре испаљених метака, зрно извађено из тела Софије Хотек, шрапнели Чабриновићеве бомбе и две боце са цијанидом. Том приликом су фотографисани сви експонати.
Након затварања ове изложбе, Војно-историјском музеју у Бечу су предата кола, ордење (део одликовања данас се чува у Војно-историјском музеју у Прагу), мундир генерала III ранга, шешир и панталоне Франца Фердинанда, као и хаљина Софије Хотек.
Посмртне маске, марамица и зрно извађено из тела грофице изложени су у дворцу Конопиште.
Истом приликом је требало да буду предата и три пиштоља атентатора, док је пиштољ из кога је пуцао Гаврило Принцип наводно задржао исусовац Антон Пунтигам. До данас је остало непознато где је завршио Принципов пиштољ.

## Породично стабло
|  |                                                  |  |  |  |  |  |  |  |  |  |  |  |  |  |  |  |
|  | 16. Леополд II, цар Светог римског царства       |  |  |  |  |  |  |  |  |  |  |  |  |  |  |  |
|  |                                                  |  |  |  |  |  |  |  |  |  |  |  |  |  |  |  |
|  |                                                  |  |  |  |  |  |  |  |  |  |  |  |  |  |  |  |
|  | 8. Франц II, цар Светог римског царства          |  |  |  |  |  |  |  |  |  |  |  |  |  |  |  |
|  |                                                  |  |  |  |  |  |  |  |  |  |  |  |  |  |  |  |
|  |                                                  |  |  |  |  |  |  |  |  |  |  |  |  |  |  |  |
|  | 17. Марија Лујза Шпанска                         |  |  |  |  |  |  |  |  |  |  |  |  |  |  |  |
|  |                                                  |  |  |  |  |  |  |  |  |  |  |  |  |  |  |  |
|  |                                                  |  |  |  |  |  |  |  |  |  |  |  |  |  |  |  |
|  | 4. Франц Карл од Аустрије                        |  |  |  |  |  |  |  |  |  |  |  |  |  |  |  |
|  |                                                  |  |  |  |  |  |  |  |  |  |  |  |  |  |  |  |
|  |                                                  |  |  |  |  |  |  |  |  |  |  |  |  |  |  |  |
|  | 18. Фердинанд I од Две Сицилије                  |  |  |  |  |  |  |  |  |  |  |  |  |  |  |  |
|  |                                                  |  |  |  |  |  |  |  |  |  |  |  |  |  |  |  |
|  |                                                  |  |  |  |  |  |  |  |  |  |  |  |  |  |  |  |
|  | 9. Марија Терезија Каролина од Две Сицилије      |  |  |  |  |  |  |  |  |  |  |  |  |  |  |  |
|  |                                                  |  |  |  |  |  |  |  |  |  |  |  |  |  |  |  |
|  |                                                  |  |  |  |  |  |  |  |  |  |  |  |  |  |  |  |
|  | 19. Марија Каролина Аустријска                   |  |  |  |  |  |  |  |  |  |  |  |  |  |  |  |
|  |                                                  |  |  |  |  |  |  |  |  |  |  |  |  |  |  |  |
|  |                                                  |  |  |  |  |  |  |  |  |  |  |  |  |  |  |  |
|  | 2. Карл Лудвиг од Аустрије                       |  |  |  |  |  |  |  |  |  |  |  |  |  |  |  |
|  |                                                  |  |  |  |  |  |  |  |  |  |  |  |  |  |  |  |
|  |                                                  |  |  |  |  |  |  |  |  |  |  |  |  |  |  |  |
|  | 20. Фридрих Михаел од Цвајбрикена                |  |  |  |  |  |  |  |  |  |  |  |  |  |  |  |
|  |                                                  |  |  |  |  |  |  |  |  |  |  |  |  |  |  |  |
|  |                                                  |  |  |  |  |  |  |  |  |  |  |  |  |  |  |  |
|  | 10. Максимилијан I Јозеф од Баварске             |  |  |  |  |  |  |  |  |  |  |  |  |  |  |  |
|  |                                                  |  |  |  |  |  |  |  |  |  |  |  |  |  |  |  |
|  |                                                  |  |  |  |  |  |  |  |  |  |  |  |  |  |  |  |
|  | 21. Марија Францишка од Сулцбаха                 |  |  |  |  |  |  |  |  |  |  |  |  |  |  |  |
|  |                                                  |  |  |  |  |  |  |  |  |  |  |  |  |  |  |  |
|  |                                                  |  |  |  |  |  |  |  |  |  |  |  |  |  |  |  |
|  | 5. Софија од Баварске                            |  |  |  |  |  |  |  |  |  |  |  |  |  |  |  |
|  |                                                  |  |  |  |  |  |  |  |  |  |  |  |  |  |  |  |
|  |                                                  |  |  |  |  |  |  |  |  |  |  |  |  |  |  |  |
|  | 22. Карл Лудвиг Баденски                         |  |  |  |  |  |  |  |  |  |  |  |  |  |  |  |
|  |                                                  |  |  |  |  |  |  |  |  |  |  |  |  |  |  |  |
|  |                                                  |  |  |  |  |  |  |  |  |  |  |  |  |  |  |  |
|  | 11. Каролина Баденска                            |  |  |  |  |  |  |  |  |  |  |  |  |  |  |  |
|  |                                                  |  |  |  |  |  |  |  |  |  |  |  |  |  |  |  |
|  |                                                  |  |  |  |  |  |  |  |  |  |  |  |  |  |  |  |
|  | 23. Амалија од Хесен-Дармштата                   |  |  |  |  |  |  |  |  |  |  |  |  |  |  |  |
|  |                                                  |  |  |  |  |  |  |  |  |  |  |  |  |  |  |  |
|  |                                                  |  |  |  |  |  |  |  |  |  |  |  |  |  |  |  |
|  | 1. Франц Фердинанд                               |  |  |  |  |  |  |  |  |  |  |  |  |  |  |  |
|  |                                                  |  |  |  |  |  |  |  |  |  |  |  |  |  |  |  |
|  |                                                  |  |  |  |  |  |  |  |  |  |  |  |  |  |  |  |
|  | 24. Фердинанд I од Две Сицилије (=18)            |  |  |  |  |  |  |  |  |  |  |  |  |  |  |  |
|  |                                                  |  |  |  |  |  |  |  |  |  |  |  |  |  |  |  |
|  |                                                  |  |  |  |  |  |  |  |  |  |  |  |  |  |  |  |
|  | 12. Франц I од Сицилије                          |  |  |  |  |  |  |  |  |  |  |  |  |  |  |  |
|  |                                                  |  |  |  |  |  |  |  |  |  |  |  |  |  |  |  |
|  |                                                  |  |  |  |  |  |  |  |  |  |  |  |  |  |  |  |
|  | 25. Марија Каролина Аустријска (=19)             |  |  |  |  |  |  |  |  |  |  |  |  |  |  |  |
|  |                                                  |  |  |  |  |  |  |  |  |  |  |  |  |  |  |  |
|  |                                                  |  |  |  |  |  |  |  |  |  |  |  |  |  |  |  |
|  | 6. Фердинанд II од Сицилије                      |  |  |  |  |  |  |  |  |  |  |  |  |  |  |  |
|  |                                                  |  |  |  |  |  |  |  |  |  |  |  |  |  |  |  |
|  |                                                  |  |  |  |  |  |  |  |  |  |  |  |  |  |  |  |
|  | 26. Карлос IV од Шпаније                         |  |  |  |  |  |  |  |  |  |  |  |  |  |  |  |
|  |                                                  |  |  |  |  |  |  |  |  |  |  |  |  |  |  |  |
|  |                                                  |  |  |  |  |  |  |  |  |  |  |  |  |  |  |  |
|  | 13. Марија Изабела од Шпаније                    |  |  |  |  |  |  |  |  |  |  |  |  |  |  |  |
|  |                                                  |  |  |  |  |  |  |  |  |  |  |  |  |  |  |  |
|  |                                                  |  |  |  |  |  |  |  |  |  |  |  |  |  |  |  |
|  | 27. Марија Лујза од Парме                        |  |  |  |  |  |  |  |  |  |  |  |  |  |  |  |
|  |                                                  |  |  |  |  |  |  |  |  |  |  |  |  |  |  |  |
|  |                                                  |  |  |  |  |  |  |  |  |  |  |  |  |  |  |  |
|  | 3. Марија Анунцијата                             |  |  |  |  |  |  |  |  |  |  |  |  |  |  |  |
|  |                                                  |  |  |  |  |  |  |  |  |  |  |  |  |  |  |  |
|  |                                                  |  |  |  |  |  |  |  |  |  |  |  |  |  |  |  |
|  | 28. Леополд II, цар Светог римског царства (=16) |  |  |  |  |  |  |  |  |  |  |  |  |  |  |  |
|  |                                                  |  |  |  |  |  |  |  |  |  |  |  |  |  |  |  |
|  |                                                  |  |  |  |  |  |  |  |  |  |  |  |  |  |  |  |
|  | 14. Карл од Аустрије, војвода од Тешена          |  |  |  |  |  |  |  |  |  |  |  |  |  |  |  |
|  |                                                  |  |  |  |  |  |  |  |  |  |  |  |  |  |  |  |
|  |                                                  |  |  |  |  |  |  |  |  |  |  |  |  |  |  |  |
|  | 29. Марија Лујза Шпанска (=17)                   |  |  |  |  |  |  |  |  |  |  |  |  |  |  |  |
|  |                                                  |  |  |  |  |  |  |  |  |  |  |  |  |  |  |  |
|  |                                                  |  |  |  |  |  |  |  |  |  |  |  |  |  |  |  |
|  | 7. Марија Тереза од Аустрије                     |  |  |  |  |  |  |  |  |  |  |  |  |  |  |  |
|  |                                                  |  |  |  |  |  |  |  |  |  |  |  |  |  |  |  |
|  |                                                  |  |  |  |  |  |  |  |  |  |  |  |  |  |  |  |
|  | 30. Фридрих Вилхелм, кнез од Насау-Вајлбурга     |  |  |  |  |  |  |  |  |  |  |  |  |  |  |  |
|  |                                                  |  |  |  |  |  |  |  |  |  |  |  |  |  |  |  |
|  |                                                  |  |  |  |  |  |  |  |  |  |  |  |  |  |  |  |
|  | 15. Хенријета од Насау-Вајлбурга                 |  |  |  |  |  |  |  |  |  |  |  |  |  |  |  |
|  |                                                  |  |  |  |  |  |  |  |  |  |  |  |  |  |  |  |
|  |                                                  |  |  |  |  |  |  |  |  |  |  |  |  |  |  |  |
|  | 31. Лујза Изабела од Кирхберга                   |  |  |  |  |  |  |  |  |  |  |  |  |  |  |  |
|  |                                                  |  |  |  |  |  |  |  |  |  |  |  |  |  |  |  |
|  |                                                  |  |  |  |  |  |  |  |  |  |  |  |  |  |  |  |

## Породица

### Супружник
| име          | слика | датум рођења  | датум смрти   |
| ------------ | ----- | ------------- | ------------- |
| Софија Хотек |       | 1. март 1868. | 28. јун 1914. |

### Деца
| име                       | слика | датум рођења        | датум смрти       | супружник                     |
| ------------------------- | ----- | ------------------- | ----------------- | ----------------------------- |
| Софија од Хоенберга       |       | 24. јул 1901.       | 27. октобар 1990. | Фридрих од Нозтиц-Ринека      |
| Максимилијан од Хоенберга |       | 29. септембар 1902. | 8. јануар 1962.   | Марија Елизабета од Валдбурга |
| Ернст од Хоенберга        |       | 17. мај 1904.       | 5. март 1954.     | Марија Тереза Вуд             |
| тек рођени син            |       | 1908.               | 1908.             | умро на рођењу                |